# Wladimir Gelfand

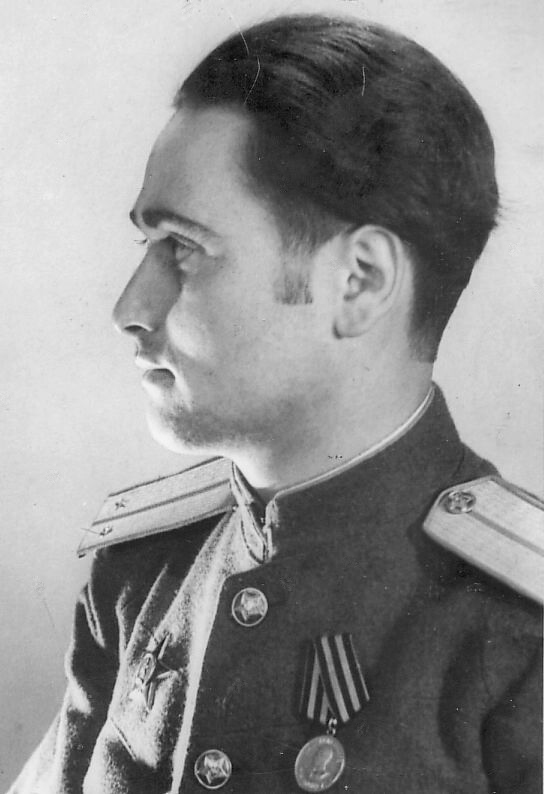
Wladimir Gelfand, Deutschland, 1945

Wladimir Natanowitsch Gelfand (russisch Влади́мир Ната́нович Ге́льфанд; wiss. Transliteration Vladimir Natanovič Gel’fand; * 1. März 1923 in Nowoarchangelsk, Ukrainische SSR; † 25. November 1983 in Dnepropetrowsk) war ein Offizier der Roten Armee im Zweiten Weltkrieg. Er arbeitete nach dem Krieg bis zu seinem Tod als Berufsschullehrer.
Die Erlebnisse während seiner Militärzeit zeichnete Gelfand in einem Tagebuch auf, das in unbearbeiteter Form unter dem Titel Deutschland-Tagebuch 1945–1946: Aufzeichnungen eines Rotarmisten im Jahr 2005 in Deutschland erschien. Es ist das erste und einzige private Tagebuch eines Offiziers der Roten Armee, das in deutscher Sprache vorliegt.

## Leben
Wladimir Gelfand wurde in einer jüdischen Familie geboren, seine Mutter hieß Nadeschda Wladimirowna Gorodynskaja (1902–1982), sein Vater Natan Solomonowitsch Gelfand (1894–1974). Die jüdische Familie lebte sehr bescheiden. Wladimir Gelfands Mutter kam aus ärmlichen Verhältnissen, sie war eines von acht Kindern. Als junge Frau verdiente sie mit Privatunterricht etwas Geld. Wladimir Gelfands Vater hatte zunächst in einer Zementfabrik in Kamenskoje gearbeitet und nach der Oktoberrevolution berufsbildende Kurse besucht. Während der Vater parteilos blieb, gehörte die Mutter seit 1917, also schon in sehr jungen Jahren, zu den Bolschewiki. Parteifunktionen übte sie offenbar nicht aus, doch Wladimir hielt es in einem Lebenslauf für erwähnenswert, dass sie am Bürgerkrieg teilgenommen hatte. Sie wurde in den 1920ern aus der Partei ausgeschlossen. Dies zerstörte ihre Karriere, bewahrte sie jedoch vor zukünftigen Repressionen.
Wladimir Gelfands Eltern lebten also in einem ganz typischen Milieu des in den dreißiger Jahren zunehmend industrialisierten Südens der Sowjetunion: in dem der proletarisierten jüdischen Minderheit, die Anschluss an die kommunistische Bewegung gefunden hatte.
Auf der Suche nach einträglicher Arbeit und familiärer Unterstützung gelangte die junge Familie in die Region um Kislowodsk im Kaukasus. 1926 wohnte sie in Jessentuki, wo die Eltern des Vaters lebten, kehrte aber schon 1928 wieder ins ukrainische Industriegebiet zurück. Hier arbeitete der Vater in einem Metallbetrieb als Brigadier und wurde – den Angaben des Sohnes zufolge – als „Stoßarbeiter“ ausgezeichnet. Die Mutter war als Erzieherin in einem Betriebskindergarten beschäftigt, in dem auch Wladimir betreut wurde. Nach seiner Einschulung im Jahr 1932 übernahm sie eine Stelle in der Personalverwaltung eines großen Industriebetriebes. 1933 zog die Familie in die nahegelegene Industriemetropole Dnipropetrowsk.
Die Eltern trennten sich, als Wladimir noch zur Schule ging. An Kleidung und Nahrung konnten die Eltern nichts Besonderes bieten, doch sie förderten Wladimirs Bildung nach Kräften. Er war ein typischer Vertreter der „sowjetischen Oberprima“ der dreißiger Jahre: überzeugter Komsomolze, Wandzeitungsredakteur, glühender Agitator und Organisator von künstlerischen Rezitationswettbewerben. In einer Zeit, da der Wortkunst eine außerordentliche Bedeutung beim Aufbau der sozialistischen Gesellschaft und der Entwicklung des „neuen Menschen“ zugesprochen wurde, meinte auch er, den geistig anspruchsvollen, zugleich politischen „Beruf“ eines Schriftstellers ergreifen zu müssen. Dass das Land vom Großen Terror erschüttert wurde, registrierte der Schüler Gelfand kaum, denn es tangierte ihn und seine Familie nicht, und Schule wie Presse schienen die richtige Erklärung für den Kampf gegen „Verräter“ und „Klassenfeinde“ zu liefern.
Warum er 1940 oder 1941 von der Mittelschule in die Abiturklasse der Arbeiterfakultät für Industrie Dnipropetrowsk überwechselte, ist nicht ganz klar. An der neuen Ausbildungsstätte mit zusätzlicher Berufsausbildung absolvierte er „drei Kurse“.
Der Überfall Deutschlands auf die Sowjetunion verhinderte Wladimirs Schulabschluss. Als im August 1941 Betriebe und öffentliche Einrichtungen der Heimatstadt evakuiert wurden, schlugen seine Mutter und er sich nach Jessentuki durch. Wladimir fand Unterkunft bei seiner Tante, die Mutter konnte nicht in seiner Nähe bleiben. Auch der Vater verließ die Ukraine.
Gelfand wurde in Jessentuki und dessen Umgebung am Anfang des Krieges bei einfachen Reparaturarbeiten eingesetzt. Im April 1942 meldete er sich an die Front, am 6. Mai 1942 wurde er einberufen. Die Grundausbildung erhielt der Neunzehnjährige in einer kleinen Artillerie-Einheit in der Nähe von Maikop im westlichen Kaukasus. Ihm wurde der Rang eines Sergeanten zugesprochen, er übernahm das Kommando über eine Granatwerferbesatzung. Als die Ölfelder bei Maikop im August 1942 direktes Ziel deutscher Angriffe wurden und die Wehrmacht in den Kaukasus vordrang, war Gelfand bereits nicht mehr dort. Er kämpfte seit Juni auf dem linken Flügel der Südwestfront bei Charkow, die den mächtigen Attacken des Gegners allerdings nicht gewachsen war.
Gelfand erlebte einen chaotischen Rückzug im Raum Rostow am Don. Mitte Juli 1942 wurde seine Einheit umzingelt und teilweise aufgerieben. Mit einer kleinen Gruppe gelang es ihm, aus dem Kessel auszubrechen und erneut Anschluss an die 62. Armee unter dem Kommando von Tschuikow, die für Stalingrad kämpfte, zu finden. Anfang August wies man Gelfand einer Eliteeinheit zu, der 15. Garde-Schützendivision, die nahe Stalingrad kämpfte. Eine Verwundung rettete Gelfand vor dem schlimmsten Gemetzel, er kam im Dezember 1942 in ein Lazarett in der Nähe von Saratow, östlich der Wolga. Im Februar 1943 wurde er gesundgeschrieben und in ein Reserve-Schützen-Regiment bei Rostow eingewiesen.
Im Sommer 1943 baute Vladimir Gelfand den Briefverkehr mit seiner Mutter erneut auf, die vorher nach Zentralasien evakuiert wurde. Von ihr erfuhr er, dass fast alle seine Verwandten väterlicherseits im besetzten Jessentuki bei Judenvernichtungsaktionen umgekommen waren. Faschisten brachten in Jessentuki die Großmutter von Wladimir, den Onkel, zwei seiner Tanten und zwei Cousinen um. Überlebt hatten nur der Vater und dessen Bruder, die vor dem Einmarsch der Nazis über Kaukasischen Gebirgen nach Derbent flüchteten.
Eine dreimonatige Schulung in Offizierskursen beendete Gelfand als Unterleutnant. Ende August 1943 wurde er in die 248. Schützendivision versetzt, wo er nach kurzem Aufenthalt in der Reserve das Kommando über einen Granatwerferzug übernahm.
Die 248. Schützendivision hatte bereits eine wechselvolle Geschichte hinter sich. Zweimal völlig aufgerieben und wieder neu formiert, erhielt sie mit der dritten Aufstellung 1942 gut ausgebildete Kräfte aus verschiedenen Infanterie-Unteroffiziersschulen und Frontlazaretten. Die hochmotivierte Truppe machte sich innerhalb der Verbände der Südfront sehr verdient. Gelfand stieß zu ihr, als die Südukraine befreit wurde. Die Rote Armee schnitt die noch von den Deutschen besetzte Krim ab und attackierte die restlichen deutschen Verteidigungslinien. Gelfands Granatwerferzug wurde südlich von Melitopol eingesetzt. Die 248. Schützendivision wurde im Herbst 1943 in eine Garde-Armee der 3. Ukrainischen Front eingegliedert. Ende Januar 1944 erhielt Gelfand den Rang eines Leutnants. Seit November 1943 war er Vollmitglied der KPdSU(B).
Anfang 1944 war Gelfands Einheit in Kämpfe am südlichen Dnepr verwickelt. Gelfand durchlebte sie abwechselnd an der Kampflinie und in der Reserve. Anfang Mai 1944 überschritt seine Einheit den Dnister nahe Grigoriopol. Eine neue Offensive am Südabschnitt der Front führte er im August 1944 nach Bessarabien. Im Herbst 1944 befand sich seine Division im Raum östlich von Warschau. Sein Tagebuch füllte sich mit Notizen über Begegnungen mit der polnischen Zivilbevölkerung. Ende November 1944 war er bereits über zwei Monate außerhalb der Kampfhandlungen.
Seine Bummeleien erregten bei Vorgesetzten wiederholt Missfallen. Sogar dem Divisionskommandeur Nikolaj Galaj fiel er auf. Als Gelfand auch noch dessen Frontgeliebte anzuhimmeln begann und sie – auf freundschaftlichen Rat nichts gebend – in Briefen und Gedichten bedrängte, zog er Galajs persönlichen Grimm auf sich. Im Dezember 1944 musste er dem Militärstaatsanwalt sein unerlaubtes Entfernen von der Truppe erklären. Vor Jahresende kehrte Gelfand zu den Granatwerfern der 248. Division zurück.
Anfang 1945 bereitete sich die Rote Armee auf zwei gewaltige Angriffsoperationen vor, die Weichsel-Oder-Offensive und die Ostpreußen-Offensive. Einheiten mit insgesamt mehr als drei Millionen sowjetischer Soldaten wurden zu diesem Zweck neu formiert, ausgerüstet und in Stellung gebracht. Den erfolgreichen Offensiven sollte die Schlacht um Berlin folgen. Der Roten Armee stand ein noch immer mächtiger Feind entgegen, der an den Grenzen des eigenen Siedlungsraumes zu hartnäckigem Widerstand bereit war.
Gelfand wurde Anfang Januar 1945 in das 1052. Schützenregiment der 301. Schützendivision versetzt, das in Vorbereitung der Offensive Übungen absolvierte. Die 301. Division gehörte seit Oktober 1944 zur 5. Stoßarmee von Generaloberst Bersarin innerhalb der 1. Belorussischen Front unter Armeegeneral Schukow. Gelfand bekam im 3. Schützenbataillon wieder das Kommando über einen Granatwerferzug, und diesmal ging es wirklich an die vorderste Kampflinie. Vielleicht war es für ihn eine Art Strafversetzung zum Zweck der Bewährung, denn Gelfands alte Division (ebenfalls in der 5. Stoßarmee) besetzte den Aufmarschraum hinter der 301.
Am 14. Januar 1945 kam südlich von Warschau am Fluss Pilica nach 25-minütiger Artillerievorbereitung der Befehl zum Angriff in nordwestlicher Richtung. Das 1052. Schützenregiment stieß auf deutsche Infanterie und Panzer, dennoch kamen die sowjetischen Truppen in diesem Abschnitt nach einigen Tagen Stellungskampf unerwartet schnell voran. Binnen zwei Wochen erreichten sie die 1939 von der Wehrmacht überrollte Reichsgrenze.
Ende März 1945 wurde Gelfand in den Stab der 301. Division gerufen, um das „Tagebuch der Kampfhandlungen“ (Журнал боевых действий) zu führen. Im Vorfeld der Berliner Operation hatte man sich in Antonows Divisionsstab dafür einen neuen Schreiber ausgesucht – Wladimir Gelfand. So saß er also, während die 301. Schützendivision Mitte April bei Küstrin zum Angriff auf Berlin überging, zuerst in Küstrin, dann westlich der Stadt und schließlich in einem östlichen Vorort von Berlin und verfasste das offizielle Divisionstagebuch.
Die ersten Friedenswochen erlebte Gelfand als Stabsoffizier in diversen Einsätzen in und bei Berlin. Anfang Juli 1945 kam er in ein Reserve-Offiziersregiment nahe Rüdersdorf. Nachdem Bersarin Mitte Juni 1945 in Berlin bei einem Verkehrsunfall ums Leben gekommen war, wurde die 5. Stoßarmee aus Berlin herausgeführt. Zugleich rüsteten die Truppen um. Auch für Gelfand musste ein neuer Einsatzort gefunden werden, und er hoffte auf interessante Einsatz- und Qualifizierungsmöglichkeiten. So bemühte er sich um eine Stelle als Politoffizier und malte sich aus, nach Sprachkursen in der Aufklärung eingesetzt zu werden, etwa bei Gefangenenverhören. Mit Aussicht auf eine Politoffiziers-Karriere – und nur so – schien ihm im August 1945 sogar ein Einsatz im Fernen Osten vorstellbar, nachdem die UdSSR Japan den Krieg erklärt hatte.
Im Oktober 1945 bewarb er sich erfolglos für den Dienst in einer Einheit südöstlich von Berlin, dann als Schriftführer in Kremmen, schließlich schien irgendwo eine Stelle als Komsomol-Funktionär in Aussicht. Gelfand wurde hin- und hergeschoben, auch weil seine Personalakte, wie er selbst feststellen konnte, schlechte Zeugnisse enthielt. Die schlechte Beurteilung hatte wohl mit seiner Weigerung zu tun, die Plünderung der deutschen Bibliothek aus Kräften zu unterstützen. Als sich im Oktober 1945 eine Stelle in einem Materialstützpunkt bot, die mit 700 bis 750 Rubel Grundgehalt hinlänglich attraktiv war, willigte er ein. Gelfands Stützpunkt war eine technische Versorgungsbasis (База материалов и оборудования) bei Kremmen, nordwestlich von Berlin, die der 21. selbständigen Trophäenbrigade unterstellt war. Dort diente er bis zu seiner Demobilisierung im September 1946. Ihre Transportabteilung beschäftigte zunächst drei, Anfang 1946 dann sechs Offiziere sowie technisches Personal aus den unteren Rängen. Leutnant Gelfand stellte Waren- und Materiallieferungen an sowjetische Einheiten zusammen und begleitete sie, organisierte den Transport von Demontage- und Reparationsgut. Bei seiner Arbeit pendelte er ständig zwischen Nauen, Potsdam, Velten, Kremmen, Hennigsdorf, Schönwalde, Fürstenberg und Berlin. Kurzzeitig setzte man ihn Anfang 1946 in einem Kremmener Sägewerk als Produktionsleiter ein, wo ihm sechs Soldaten und zwei Pferdegespanne unterstanden. Im Stützpunkt hatte er stets auch Wachdienste zu übernehmen. Im Frühjahr 1946 wurde Gelfand für drei Monate gänzlich nach Berlin abkommandiert.
Der Demobilisierungsbefehl trägt das Datum vom 10. September 1946. Im September 1947 begann er ein Studium an der Staatlichen Universität Dnipropetrowsk.
1949 heiratet er Berta Dawidowna, geborene Koifman. Ihre Eltern zogen bald nach Molotow (heute Perm). Im Jahr 1950 wurde der Sohn Alexander geboren. Ab August 1952 arbeitete Wladimir als Lehrer für Geschichte sowie russische Sprache und Literatur an der Eisenbahner-Fachschule Nr. 2 in Molotow. Die Ehe mit Berta geriet bald in eine Krise. 1954 verließ Gelfand Frau und Sohn und kehrte nach Dnipropetrowsk zurück. Er nahm eine Stellung als Lehrer an einer städtischen Technischen Fachschule an.
1952 schloss Wladimir Gelfand sein Studium an der Universität Molotow ab. Er schrieb eine Diplomarbeit über Ilja Ehrenburgs Roman „Sturm“ von 1947. Wladimir wurde von Ehrenburg in Moskau zu einem Gespräch empfangen.
1957 lernte er Bella Jefimowna Schulman kennen. Er trug ihr an, mit nach Dnipropetrowsk zu gehen. Bella willigte ein und fand in der Einraumwohnung von Wladimirs Mutter Aufnahme, wo neben Wladimir mittlerweile auch dessen Vater wieder wohnte. Er ließ sich von seiner ersten Frau scheiden. Aus der Ehe mit Bella gingen zwei Söhne hervor. 1959 wurde Gennadi, 1963 Witali geboren. Die Eltern arbeiteten hart, aber aufgrund starken Antisemitismus bekamen beide keine Lehrerstelle in der Zehnklassenschule.
Gelfand blieb zeitlebens Lehrer in Berufsschulen, zuerst in der 12., ab 1977 in der 21. Technischen Fachschule der Stadt Dnipropetrowsk. Er gründete einen Geschichtszirkel, lud Zeitzeugen ein und baute mit Schülern ein kleines Museum aus Erinnerungsstücken von Kriegsveteranen der Region auf. Zu seinen Unterrichtsfächern gehörten Ethik und Politökonomie. Für einen Zusatzverdienst übernahm er gelegentlich in den Schulferien Vorlesungen im Auftrag eines Bildungsvereins. Er blieb aktives Parteimitglied, übernahm auch Funktionen in der Parteigruppe der Schule. Dort fanden zeitweise harte Auseinandersetzungen statt. Antisemitische Schmähungen im Lehrerkollektiv und sogar von Seiten der Geschichtslehrer-Kollegen waren keine Seltenheit.
Ende der 1960er Jahre erstritt seine Frau mit Eingaben und Anträgen eine Mietwohnung für die Familie des Kriegsteilnehmers und Lehrers. Nach über zehn Jahren kamen die vier Gelfands aus ihren zehn Quadratmeter Wohnraum heraus. Wladimirs Mutter nahmen sie in die Dreiraumwohnung mit, sein Vater lebte damals schon nicht mehr.
Doch die Zeit arbeitete gegen ihn, und das gesellschaftliche Umfeld bot immer weniger Raum für kritische Rückschau. Als er in den 1970er Jahren endlich Gelegenheit bekam, Fragmente seiner Kriegserinnerungen zu veröffentlichen, konnte sich Gelfand zudem der Schere im eigenen Kopf nicht erwehren. So zitierte er die Verse, die er 1945 am Reichstag und 1946 an der Siegessäule hinterließ, nie wieder im Original. Statt ihrer findet sich in seinem ganzseitigen Artikel Der Sieg in Berlin im Sowetski Stroitel vom 25. April 1975 ein angeblich in Berlin hinterlassener Vers, in welchem die ursprünglichen Zeilen „Und schaue und spucke auf Germanien – Auf Berlin, das besiegte, spucke ich“ ersetzt waren durch die harmlosen „Schaut her, hier bin ich, Sieger über Deutschland – In Berlin habe ich gesiegt.“
Die selbst angelegte Artikelsammlung umfasst sieben Beiträge aus dem Jahr 1968, 20 aus dem Jahr 1976, 30 aus dem Jahr 1978. Sie erschienen in ukrainischer und russischer Sprache in den lokalen Partei- und Komsomolzeitungen sowie in Zeitungen für Bauarbeiter.
Gelfands Mutter starb 1982, sein Vater 1974.

## Rezensionen
„Es sind sehr private, unzensierte Zeugnisse der Erlebnisse und Stimmungen eines Rotarmisten und Besatzers in Deutschland. Gleichwohl ist es aufschlussreich, wie der junge Rotarmist das Kriegsende und die deutsche Zusammenbruchsgesellschaft sah. Wir bekommen gänzlich neuartige Einblicke in die Kampfgemeinschaft der Roten Armee und ihre moralische Verfasstheit, die in sowjetischen Darstellungen allzu oft glorifiziert worden ist. Die Gelfand-Tagebücher stehen zudem der häufig vertretenen These entgegen, die militärischen Erfolge der Roten Armee seien vorrangig auf systemische Repression zurückzuführen. Des Weiteren wird anschaulich, was unter dem gewachsenen Selbstbewusstsein der Frontkämpfer-Generation zu verstehen ist, das Stalin so fürchtete. Gelfand steht für eine bestimmte Gruppe unter den Siegern, für junge Offiziere, die aus ihrer Bewährung an der Front das Recht ableiteten, einen langweiligen Referenten lächerlich zu machen, Denunziationen abzuwehren, einem hochgestellten Parteifunktionär ohne Umschweife zu widersprechen und – im besetzten Deutschland auch ‚eigene Wege‘ zu gehen. An den Frauenerlebnissen Gelfands ist zu erkennen, daß es 1945/46 auch liebevolle Beziehungen zwischen männlichen Siegern und weiblichen Besiegten geben konnte. Der Leser bekommt glaubwürdig vorgeführt, dass auch deutsche Frauen den Kontakt zu Sowjetsoldaten suchten, und dies nicht etwa nur aus materiellen Gründen oder aus einem Schutzbedürfnis heraus.“

„Das Tagebuch eines Sowjetsoldaten enthält eine Beschreibung der Realität, die lange Zeit verdrängt wurde und deren alltägliche Gegebenheiten nie geschildert wurden. Trotz aller beschriebenen Gräuel ist es eine spannende Lektüre, die nach vielen Jahren endlich veröffentlicht wurde. Es ist höchst erfreulich, dass das Tagebuch einem breiten Leserkreis zugänglich gemacht wurde, sei es auch nur auf Deutsch und mit 60-jähriger Verspätung, da uns gerade diese Perspektive fehlte. Zum ersten Mal werden die Kriegssieger der Roten Armee als Menschen geschildert, und es gewährt Einblick in das Innere eines Sowjetsoldaten. Putin und seinen postsowjetischen Anhängern wird es nicht leichtfallen, dieses Tagebuch in den Giftschrank für antirussische Propaganda zu sperren.“

„Das ‚Deutschland-Tagebuch 1945–1946‘ ist in vielerlei Hinsicht beachtenswert. Aus ungewöhnlicher Perspektive beschreibt ein Augenzeuge die Befreiung Polens und Ostdeutschlands durch die Sowjetarmee. Die Tatsache, dass es dieses Buch überhaupt gibt, ist Grund genug, seinem Verfasser dankbar zu sein, denn in der Roten Armee war es aus Sicherheitsgründen verboten, ein Tagebuch zu führen. Der ukrainische Leutnant Gelfand hat jedoch dieses Verbot mutig missachtet. Ungeachtet seiner Unvollkommenheit steht dieses Tagebuch in gewissem Gegensatz zu der von zahlreichen Geschichtsrevisionisten vertretenen Meinung, der große Sieg der Menschheit über Hitler sei ein Angriff von Stalins Horden auf die westliche Zivilisation gewesen.“

„Neben vielen Augenzeugenberichten über das Ende des Zweiten Weltkriegs in Deutschland erschien 2005 das Tagebuch eines jungen Leutnants der Roten Armee, der am Sturm auf Berlin beteiligt war und bis September 1946 in der Stadt blieb. Wladimir Gelfands Deutschland-Tagebuch sorgte für große Resonanz in den Massenmedien, deren Kommentare die bereits vorhandenen deutschen Berichte über den Fall Berlins und die Beziehung der sowjetischen Besatzer zur deutschen Zivilbevölkerung in ein neues Licht rücken.“

## Sonstiges
- Verschiedene Gegenstände aus der persönlichen Kollektion von Wladimir Gelfand: Briefe, Dokumente, das Original des Tagebuchs der Kampfhandlungen der 301. Schützendivision (Журнал боевых действий 301 стрелковой дивизии), Kriegsbeute und anderer (ca. 150 Exponate[8]), befinden sich im Besitz des Deutsch-Russischen Museums Berlin-Karlshorst.
- Ein Theaterstück, 2007 Das deutsch-russische Soldatenwörterbuch – Zwei Räume im Dialog und Русско-немецкий солдатский разговорник. История одного диалога unter Verwendung von Auszügen aus: Wladimir Gelfand: Deutschland-Tagebuch 1945–1946. Aufzeichnungen eines Rotarmisten. Aufbau Verlagsgruppe.
- Alle Originale der Tagebücher (1941–1946), Briefe (1941–1946), Fotos und andere Gegenstände aus der Privatsammlung der Familie wurden dem Jüdischen Museum und Zentrum für Toleranz geschenkt.
- Alle Tagebücher im Original (1947–1983), Briefe (1947–1983), Fotoalben und mehrere andere Gegenstände aus der Privatsammlung der Familie wurden dem Museum zur Erinnerung an das jüdische Volk und den Holocaust in der Ukraine (ukrainisch Музей «Пам'ять єврейського народу та Голокост в Україні») in Dnepr geschenkt.

## Ausgaben
- Wladimir Gelfand: Tagebuch 1941–1946. bbb battert-Verlag, 2002, ISBN 3-87989-360-8.
- Wladimir Gelfand: Deutschland-Tagebuch 1945–1946: Aufzeichnungen eines Rotarmisten. Aufbau-Verlag, 2005, ISBN 3-351-02596-3.
- Vladimir Gelfand: Tysk dagbok 1945–1946. Ersatz, 2006, ISBN 91-88858-21-9.
- Wladimir Gelfand: Deutschland-Tagebuch 1945–1946. Aufbau-Taschenbuch-Verlag, 2008, ISBN 3-7466-8155-3.
- Vladimir Gelfand: Tysk dagbok 1945–1946. E-Book. Ersatz, 2012, ISBN 978-91-86437-83-1.
- Владимир Гельфанд: Дневник 1941–1946. Rosspen, Moskau, ISBN 978-5-8243-1983-5. Knizhniki, Moskau 2015, ISBN 978-5-9953-0395-4.
- Владимир Гельфанд: Дневник 1941–1946. Rosspen, ISBN 978-5-8243-2023-7. Knizhniki, 2016, ISBN 978-5-9953-0437-1.